# Jabaal Sheard
Jabaal Lamar Sheard (Hollywood, 10 maggio 1989) è un giocatore di football americano statunitense che milita nel ruolo di defensive end per gli Indianapolis Colts della National Football League (NFL). Fu scelto nel corso del secondo giro (37º assoluto) del Draft NFL 2011 dai Cleveland Browns. Al college ha giocato a football a Pittsburgh. È inoltre campione del Super Bowl LI vinto con i New England Patriots.

## Carriera professionistica

### Cleveland Browns
Sheard fu scelto dai Cleveland Browns nel corso del secondo giro del Draft 2011. Nella sua stagione da rookie disputò come titolare tutte le 16 gare dei Browns guidando la squadra in sack (8,5) e fumble forzati (5). Assieme al compagno di squadra Phil Taylor fu inserito da Pro Football Weekly nell'All-Rookie Team. Sheard mise a segno il suo primo sack e forzò il suo primo fumble nella settimana 2 contro gli Indianapolis Colts e mise a segno un massimo di 2 sack nella settimana 15 contro gli Arizona Cardinals. Nella stagione successiva partì ancora sempre come titolare mettendo a segno lo stesso numero di tackle dell'anno precedente (55) con 7,0 sack, due dei quali nell'ultima gara di stagione regolare contro i Pittsburgh Steelers.
Nella stagione 2013 fu costretto a perdere tre partite per infortunio ma terminò comunque con 36 tackle e 5,5 sack.

### New England Patriots
L'11 marzo 2015, Sheard firmò un contratto biennale del valore di 11 milioni di dollari con i New England Patriots. Nel 2016 conquistò il Super Bowl LI contro gli Atlanta Falcons.

### Indianapolis Colts
Il 10 marzo 2017, Sheard firmò un contratto triennale dal valore di 25,5 milioni di dollari con gli Indianapolis Colts. Sheard venne spostato alla posizione di outside linebacker per adattarlo allo schema difensivo 3-4. Terminò la stagione 2017 con 52 placcaggi e 5,5 sack.
Al termine della stagione 2017, dopo che i Colts licenziarono il capo-allenatore Chuck Pagano e ingaggiarono Frank Reich, Sheard venne riportato al ruolo di defensive end per adattarlo meglio allo schema difensivo 4-3. Nella stagione 2018, Sheard disputò tutte le 16 partite da titolare, facendo registrare 50 placcaggi totali (37 solitari e 13 assistiti), 5,5 sack, un fumble recuperato e quattro passaggi difesi.

## Palmarès

### Franchigia
- Super Bowl : 1

New England Patriots: LI
- American Football Conference Championship: 1

New England Patriots: 2016

### Personale
- PFWA All-Rookie Team - 2011

## Statistiche
| Legenda   | Legenda          |
| --------- | ---------------- |
| Grassetto | Record personale |

### Stagione regolare
| Stagione | Squadra  | Partite | Partite | Placcaggi | Placcaggi | Placcaggi | Placcaggi | Placcaggi | Intercetti | Intercetti | Intercetti | Fumble | Fumble |
| Stagione | Squadra  | P       | PT      | Tot       | Sol       | Ast       | Sfty      | Sck       | PD         | Int        | TD         | FF     | FR     |
| -------- | -------- | ------- | ------- | --------- | --------- | --------- | --------- | --------- | ---------- | ---------- | ---------- | ------ | ------ |
| 2011     | CLE      | 16      | 16      | 55        | 40        | 15        | 0         | 8,5       | 2          | 0          | 0          | 5      | 1      |
| 2012     | CLE      | 16      | 16      | 55        | 38        | 17        | 0         | 7,0       | 3          | 0          | 0          | 1      | 0      |
| 2013     | CLE      | 13      | 13      | 36        | 19        | 17        | 0         | 5,0       | 4          | 0          | 0          | 1      | 1      |
| 2014     | CLE      | 16      | 5       | 44        | 25        | 19        | 0         | 2,0       | 3          | 0          | 0          | 0      | 0      |
| 2015     | NE       | 13      | 1       | 37        | 28        | 9         | 0         | 8,0       | 2          | 0          | 0          | 4      | 0      |
| 2016     | NE       | 15      | 8       | 33        | 20        | 13        | 0         | 5,0       | 4          | 0          | 0          | 0      | 0      |
| 2017     | IND      | 16      | 16      | 52        | 37        | 15        | 0         | 5,5       | 3          | 0          | 0          | 2      | 0      |
| 2018     | IND      | 16      | 16      | 50        | 37        | 13        | 0         | 5,5       | 4          | 0          | 0          | 0      | 1      |
| Carriera | Carriera | 121     | 91      | 362       | 244       | 118       | 0         | 47,0      | 25         | 0          | 0          | 13     | 3      |

### Play-off
| Stagione | Squadra  | Partite | Partite | Placcaggi | Placcaggi | Placcaggi | Placcaggi | Placcaggi | Intercetti | Intercetti | Intercetti | Fumble | Fumble |
| Stagione | Squadra  | P       | PT      | Tot       | Sol       | Ast       | Sfty      | Sck       | PD         | Int        | TD         | FF     | FR     |
| -------- | -------- | ------- | ------- | --------- | --------- | --------- | --------- | --------- | ---------- | ---------- | ---------- | ------ | ------ |
| 2015     | NE       | 2       | 0       | 9         | 7         | 2         | 0         | 0,0       | 0          | 0          | 0          | 0      | 0      |
| 2016     | NE       | 3       | 0       | 7         | 5         | 2         | 0         | 0,5       | 0          | 0          | 0          | 0      | 0      |
| 2018     | IND      | 2       | 2       | 7         | 3         | 4         | 0         | 1,0       | 0          | 0          | 0          | 0      | 0      |
| Carriera | Carriera | 7       | 2       | 23        | 12        | 11        | 0         | 1,5       | 0          | 0          | 0          | 0      | 0      |